# Терентьево (Залесское сельское поселение)
Терентьево — деревня в Устюженском районе Вологодской области.
Входит в состав Залесского сельского поселения, с точки зрения административно-территориального деления — в Залесский сельсовет.
Расстояние по автодороге до районного центра Устюжны — 29 км, до центра муниципального образования деревни Малое Восное — 3 км. Ближайшие населённые пункты — Грязная Дуброва, Зыково, Малая Дубровочка.
Население по данным переписи 2002 года — 6 человек.